# فيليب هرمان
فيليب هرمان (بالفرنسية: Philippe Hermann)‏ هو كاتب فرنسي، ولد في 15 فبراير 1962 في أراس في فرنسا.